# Группа Патриот
«Группа Патриот» — неполитическая общественная организация, занимающаяся поиском без вести пропавших, погибших Защитников Украины, способствует обмену и освобождению пленных  в результате российской агрессии против Украины.
Другая деятельность:
- Поиск пропавших военных;
- Поиск тел погибших, а также захоронений на временно оккупированных территориях;
- Интеграция ветеранов в общество;
- Предоставление гуманитарной помощи украинским военным по всей линии разграничения;
- Помощь защитникам Украины и их семьям;
- Организация и проведение мероприятий национально-патриотического воспитания с целью  формирования и утверждения украинской гражданской идентичности;
- Противодействие гибридной информационной агрессии России.[1]

## История основания
Как волонтерское объединение, «Группа Патриот» возникла 26.07.2014 в Славянске Донецкой области. В июле после боев на приграничных территориях Донецкой и Луганской областей украинские военные имели немало погибших и пленных. К активисту сотнику Майдана Олегу Котенко (позывной «Патриот») обратились знакомые из Черкасс по поводу поиска пропавших без вести земляков. После конструктивных переговоров, проведенных Олегом Котенко, бойцов было освобождено. Это и стало началом работы общественной организации «Группа Патриот».
Первые отзывы о деятельности общественной организации высказал губернатор Черкасской области Юрий Ткаченко. За обмен пленными под Славяносербском и эвакуацию украинских граждан он наградил одного из участников переговорной группы  «Группа Патриот» нагрудным знаком.

## Освобождение военнопленных
В октябре 2014 года переговорщики  «Группы Патриот» принимали участие в обмене около поселка Смелое. Сначала обмен не удалось осуществить из-за обстрелов из «градов». Поэтому освобождение заложников прошло на следующий день у поселка Донецкое. В освобождении заложников приняли  участие бойцы спецподразделения «Альфы» и представитель Объединенного центра по освобождению заложников СБ Украины. В результате было освобождено 14 украинских военных
28 октября 2014 года на блокпосту около города Щастье Луганской произошло освобождение заложников при участии переговорщиков  «Группа Патриот». В результате переговоров было освобождено 7 украинских военных 80-й аэромобильной бригады и 4 гражданских.
18 ноября активисты принимали участие в освобождении 7 украинских заложников.
3 марта 2015 года  были освобождены заложники –  4 бойца 128-й бригады. Освобождением занимались совместно отдел освобождения военнопленных при Министерстве обороны Украины и переговорщики  «Группы Патриот».
2 апреля 2015 года освободили Василия Козака, который находился в заложниках с 16 марта. Освобождение договаривалось на территории, контролируемой «ДНР». В освобождении заложника принимал участие Олег Хороших – руководитель аналитического отдела  «Группы Патриот».
4 апреля 2015 года «Группа Патриот» провела успешные переговоры по освобождению главы Радхозной сельсовета Скадовского района Херсонской области, а также двух бойцов 93-й и 51-й бригад.
19 мая 2015 года  из заложников самопровозглашенной «ДНР» освободили двух бойцов Нацгвардии Украины: Игоря Панчишина — из Львова, и Николая Валебного из с. Межиричье, Сокальского района, Львовской области, которые попали в заложники в Дебальцеве, 18 февраля 2015 года.
10 июля 2015 года представители  «Группы Патриот» принимали участие в переговорах и освобождении  9 военных и 1 волонтера. Освобождение заложников произошло  около города Щастье.

## Другая деятельность
После полномасштабного вторжения России на территорию Украины, 24 февраля 2022 года, члены общественной организации  «Группа Патриот» встали на защиту Украины и на передовой. Среди них жизнь отдали, защищая Родину: Шостак Андрей Эдуардович, Кубрушко Сергей Владимирович.
Кроме того, общественная организация «ГРУППА ПАТРИОТ» занимается:
- способствует поиску пособников российской агрессии;
- помощью силовым структурам в выявлении действий, угрожающих безопасности граждан Украины или целостности и независимости Украины;
- координацией сотрудничества граждан и силовых государственных учреждений по вопросам безопасности граждан Украины и  защитой их нарушенных прав в результате российской агрессии;[13]
- обучением гражданского населения основам.

Интеграция ветеранов в общество:
- предоставление квалифицированной помощи ветеранам в регионах, в том числе в сферах переквалификации образования, психологической поддержки и консультаций, касающихся социальных гарантий;
- реабилитация освобожденных пленных и предоставление психологической помощи семьям лиц, пропавших без вести по особым обстоятельствам;
- предоставление консультаций ветеранам и членам их семей специалистами колл-центра ГО «Группа Патриот».

### Противодействие гибридной информационной агрессии России
Газета «Патриот Донбасса» и видеоканал ГО «Группа Патриот» созданы для информирования о самых актуальных событиях в Украине и мире. Под пристальным вниманием  информационного центра указанных информационных ресурсов общественной организации находятся важные новости, касающиеся противодействия российской агрессии, ключевые события, происходящие на временно оккупированных территориях Украины.

### Военная подготовка
В 2024 году создан Учебный центр специальной военной подготовки общественной организации «Группа Патриот».
Военная подготовка осуществляется комплексно по следующим направлениям:
- Военная разведка (тактика малых групп).
- Штурмовые отряды.
- Саперно-минная подготовка.
- Огневая подготовка (обращение с оружием).
- Операторы дронов и FPV-дронов.
- Ориентирование на местности.
- Экипировка и снаряжение.
- Информационное сопротивление врагу.

Обучение осуществляется бесплатно с привлечением лучших военных инструкторов, с соблюдением соответствующих безопасных норм, которые никоим образом не вредят жизни и здоровью участников.